# Mara Abbott
Mara Abbott, née le 14 novembre 1985 à Boulder dans le Colorado, est une ancienne coureuse cycliste américaine. Professionnelle à partir de 2006, elle a été championne des États-Unis sur route en 2007 et 2010, et a remporté le Tour d'Italie en 2010 et 2013. En 2010, elle est désignée coureuse de l'année par la fédération américaine. C'est une pure grimpeuse.

## Débuts
Elle pratique la natation dans sa jeunesse, mais voyant ses performances stagner, elle se tourne vers le cyclisme à l'université. Elle continue durant sa carrière à nager régulièrement.

## Carrière

### Une première saison exceptionnelle (2007)
Mara Abbott commence sa carrière professionnelle en 2007 dans l'équipe Webcor Builders. Elle réalise une excellente saison, en remportant le Tour of the Gila, en finissant deuxième de la Redlands Bicycle Classic et du Nature Valley Grand Prix. Elle est deuxième de la manche de coupe du monde de Montréal, où elle s'échappe avec Fabiana Luperini et Katheryn Curi à quarante kilomètres de l'arrivée. Surtout, elle gagne le titre national en devançant au sprint Kristin Armstrong.

### Saison 2008
En 2008, elle rejoint l'équipe High road Women. Fin mars, elle remporte le contre-la-montre en côte de la première étape de San Dimas Stage Race avec quarante-cinq secondes d'avance sur sa poursuivante. Quelques jours plus tard, elle gagne le prologue du Redlands Bicycle Classic. Dans la dernière étape, Alexandra Wrubleski gagne et prend du même coup la victoire finale. Mara Abbott finit deuxième du classement général.
Au Gracia Orlova, Mara Abbott prend la troisième place de la première étape. Sur le Tour du Trentin, elle finit deuxième de la deuxième étape et à la même place au classement général final. En juillet, Mara Abbott s'impose sur la première étape du Tour de Feminin - Krásná Lípa. Sur le Tour de Toscane féminin-Mémorial Michela Fanini, l'équipe remporte le contre-la-montre par équipe. Mara Abbott gagne la troisième étape (3).

### Deuxième du Tour d'Italie (2009)
Sur la Flèche wallonne, Mara Abbott termine septième. Fin mai, elle est onzième de la Coupe du monde cycliste féminine de Montréal. Mi-juin, sur l'Emakumeen Euskal Bira, elle est troisième de la dernière étape et du général,. Au Tour d'Italie, sur la première étape qui se termine en côte, Mara Abbott prend la quatrième place. Elle s'impose ensuite sur la troisième étape en haut du Monte Serra devant Emma Pooley. Elle est alors deuxième du classement général. Sur la sixième étape, Judith Arndt et Abbott s'échappent dans la seconde ascension avec Claudia Häusler, Nicole Brändli et Emma Pooley. Elles lâchent cette dernière dans la descente. Finalement, Judith Arndt s'impose. Le soir de cette étape, elle est deuxième du général à douze secondes de Hausler et Abbott est troisième à trente-huit secondes. Le lendemain, sur un final en pente, Hausler gagne le sprint devant Arndt et Abbott, cela lui permet d'empocher cinq secondes de bonifications. Après l'abandon sur chute d'Arndt, Mara Abbott remonte d'une place au classement général. Elle termine le Tour d'Italie à la deuxième place,. Au Tour de Toscane féminin-Mémorial Michela Fanini, l'équipe est quatrième du contre-la-montre par équipe de la première étape. Sur la troisième étape, Mara Abbott finit quatrième.

### Première victoire au Tour d'Italie (2010)
En 2010, Mara Abbott gagne le championnat des États-Unis sur route. Elle remporte surtout le Tour d'Italie, qui est montagneux cette année-là.

### 2011-2012: Traversée du désert

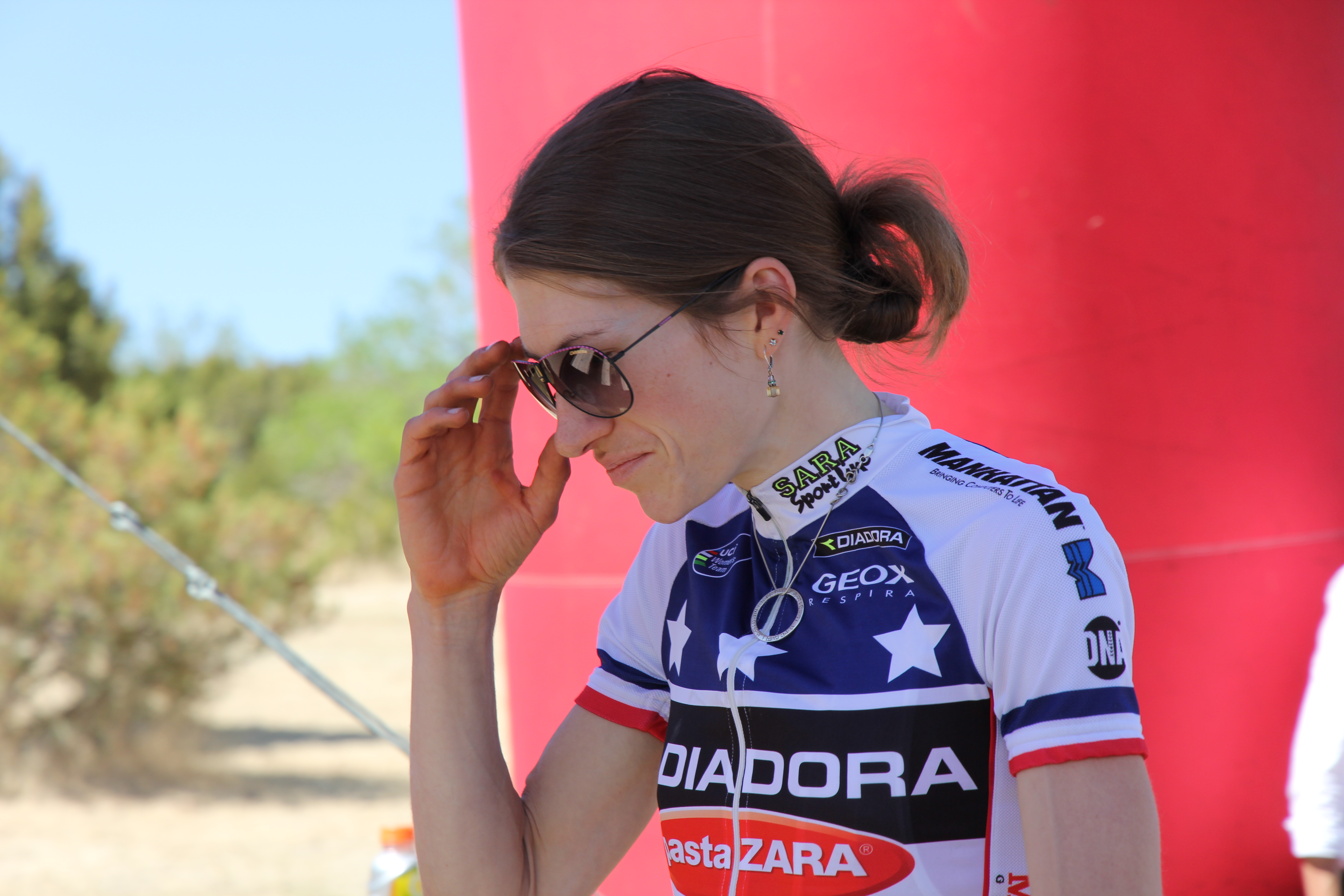
Mara Abbott lors du Tour of the Gila 2011.

En 2011 et 2012, Mara Abbott retombe dans un relatif anonymat. Elle ne remporte en 2012 que deux courses montagneuses dans le Colorado.

### Nouvelle victoire au Tour d'Italie (2013)
En 2013, elle remporte le contre-la-montre en côte de la San Dimas Stage Race puis son classement général. Elle s'impose ensuite sur une étape de la Redlands Bicycle Classic. Enfin, elle gagne deux étapes du Tour of the Gila et son classement général.
Sur le Tour d'Italie, elle remporte la montagneuse cinquième étape au sommet du Monte Beigua avec une minute quarante-quatre sur Francesca Cauz et surtout plus de cinq minutes sur Marianne Vos. Elle s'impose encore le lendemain en solitaire, devant Claudia Häusler cette fois-ci. Malgré une perte de temps conséquente lors du contre-la-montre de la huitième et dernière étape, elle parvient à conserver son maillot rose avec plus d'une minute trente d'avance sur la suivante Tatiana Guderzo.

### 2015
En 2015, elle rejoint l'équipe Wiggle Honda. À la Redlands Bicycle Classic, elle termine deuxième de la première étape derrière Alison Jackson. La décision se fait dans la dernière côte où elle mène le rythme. Elle s'impose ensuite sur la troisième étape avec plus d'une minute d'avance sur ses poursuivantes en haut du Oak Glen. Elle prend la tête du classement général par la même occasion et la conserve jusqu'à la fin de l'épreuve. Au Tour of the Gila, elle gagne la première étape qui se termine par une montée longue de dix kilomètres. Sur le contre-la-montre de la troisième étape, elle perd cinquante-trois secondes sur Lauren Stephens, qui la talonne désormais au classement général. Elle remporte la difficile dernière étape pour inscrire son nom pour la cinquième fois au palmarès.
Au Tour d'Italie, Mara Abbott se trouve dans le groupe de leaders lors de la deuxième étape et termine huitième. Elle anime la septième étape mais n'est pas récompensée pour ses efforts. L'Américaine est septième du contre-la-montre de la huitième étape. Le matin de la dernière étape qui est une arrivée au sommet, elle compte deux minutes trente de retard sur la porteuse du maillot rose Anna van der Breggen et pointe à la cinquième place du général. Elle met à profit ses qualités de grimpeuse et attaque à trois kilomètres de l'arrivée. Elle gagne avec presque une minute d'avance sur la Néerlandaise et remonte à la deuxième place du classement général.

### 2016

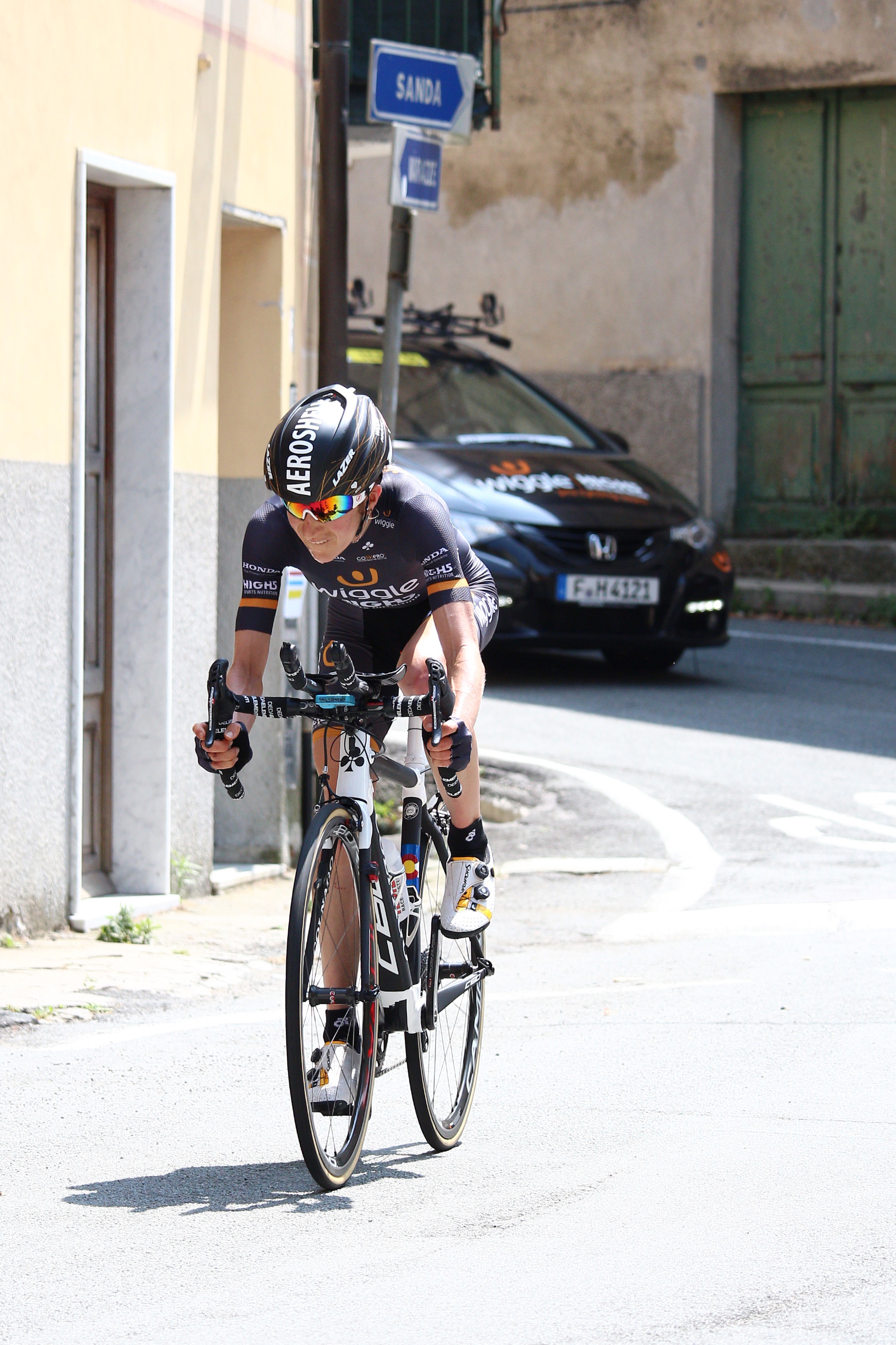
Lors du Tour d'Italie 2016

En mai, au Tour of the Gila, Mara Abbott confirme son statut de favorite en remportant la première étape avec plus de deux minutes trente d'avance sur ses poursuivantes. Elle attaque dans la montée finale et n'est jamais reprise. Le lendemain, sa position de leader est mise en péril par une échappée de sept coureuses. Kristin Armstrong et Mara Abbott sont obligées de mener la chasse personnellement. Finalement, cette dernière sauve sa place, mais Abigail Mickey revient à quarante-neuf secondes au classement général. Mara Abbott se classe deuxième du contre-la-montre de la troisième étape. Elle remporte ensuite la dernière étape de l'épreuve pour la quatrième année consécutive en solitaire. Elle gagne ainsi le classement général et le classement de la meilleure grimpeuse.
Le 23 juin, sa sélection pour les Jeux olympiques de Rio est annoncée.
Au Tour d'Italie, Mara Abbott prend le départ de la course avec le statut de favorite,. Sur le prologue, elle perd vingt-cinq secondes. Le lendemain, Elisa Longo Borghini attaque avec Katarzyna Niewiadoma, Evelyn Stevens et Megan Guarnier, bientôt rejointe par cinq autres coureuses dont Mara Abbott et Giorgia Bronzini. Celle-ci s'impose dans ce sprint limité. Le final escarpé de la deuxième étape est mis à profit par Elisa Longo Borghini, qui se fait néanmoins doubler juste avant la ligne par Megan Guarnier. Mara Abbott est quatrième de l'étape. La cinquième étape comporte l'ascension du col du Mortirolo. Mara Abbott passe au sommet avec deux minutes d'écart sur Emma Pooley et quatre sur Evelyn Stevens. Toutefois, elle chute dans la descente et perd une grande partie de son avantage. Elle remporte finalement l'étape avec trente-sept secondes d'avance sur Elisa Longo Borghini et s'empare du maillot rose,. Le lendemain, Katarzyna Niewiadoma attaque lors de l'ascension du Passo Caprauna. Elle est prise en chasse par Mara Abbott accompagnée d'Evelyn Stevens. La jonction s'opère sur les pentes du col. Derrière la poursuite s'organise. L'écart monte à deux minutes trente à quatre-vingt kilomètres de l'arrivée. Toutefois les trois coureuses sont reprises peu avant l'ultime ascension. Le groupe de tête est alors constitué de onze coureuses. Mara Abbott, dans la montée vers le sanctuaire, multiplie les accélérations, mais n'a pas de succès. Anna van der Breggen attaque plus loin et n'est suivie que par Megan Guarnier, puis par Evelyn Stevens. Mara Abbott concède cinquante-trois secondes sur cette dernière à l'arrivée et doit laisser définitivement son maillot rose à Megan Guarnier,,. Sur le contre-la-montre, Mara Abbott est reléguée à plus de deux minutes de Megan Guarnier au classement général,,,. Au bout de l'ultime étape, Mara Abbott termine cinquième du classement général.
Le 7 août 2016, sur la course en ligne des Jeux olympiques de Rio, à vingt kilomètres de l'arrivée, elle réalise la montée de la Vista Chinesa en tête et élimine une à une les autres favorites. Proche du sommet, elle suit l'attaque d'Annemiek van Vleuten. Elle profite ensuite de la chute de cette dernière dans la descente pour mener la course en tête jusqu'à 150 mètres de la ligne d'arrivée où, à bout de force, elle est rattrapée au sprint par les trois poursuivantes. Elle terminera quatrième derrière la Néerlandaise Anna van der Breggen, la Suédoise Emma Johansson et l'Italienne Elisa Longo Borghini.
Fin septembre, elle annonce sa retraite.

## Palmarès
| - 2005 - Mount Evans Hill Climb - 3e du championnat des États-Unis sur route espoirs - 2006 - Mount Evans Hill Climb - 3e de la Mount Hood Classic - 2007 - Championne des États-Unis sur route - 1re étape de la Redlands Bicycle Classic - Tour of the Gila : - Classement général - 2e étape - 2e de La Coupe du Monde Cycliste Féminine de Montréal - 2e de la Redlands Bicycle Classic - 2e du Nature Valley Grand Prix - 2e du Tour de Toona - 2008 - 1re étape de la San Dimas Stage Race - 1re étape de la Redlands Bicycle Classic - 5e étape de la Mount Hood Classic - 1re étape du Krasna Lipa Tour - 1re étape (contre-la-montre par équipes) et 3e étape du Tour de Toscane féminin-Mémorial Michela Fanini - 2e de la Redlands Bicycle Classic - 2e du championnat des États-Unis du contre-la-montre - 2e du Tour du Trentin-Haut-Adige-Tyrol-du-Sud - 3e de la San Dimas Stage Race - 2009 - 1re étape de la San Dimas Stage Race - 3e étape du Tour d'Italie - 2e de la San Dimas Stage Race - 2e du Tour d'Italie - 3e de l'Emakumeen Bira - 7e de la Flèche wallonne féminine - 8e du Tour de Toscane féminin-Mémorial Michela Fanini - 2010 - Championne des États-Unis sur route - 1re étape de la San Dimas Stage Race - 4e étape du Tour de l'Aude - Tour d'Italie : - Classement général - 8e et 9e étapes - Cascade Classic : - Classement général - 3e étape - 2e de la San Dimas Stage Race - 2e du Tour de l'Aude - 3e du championnat des États-Unis du contre-la-montre | - 2011 - 1re étape du Tour of the Gila - 10e du Tour d'Italie - 2013 - Tour of the Gila : - Classement général - 1re et 5e étapes - San Dimas Stage Race : - Classement général - 1re étape - 4e étape de la Redlands Bicycle Classic - Tour d'Italie : - Classement général - 5e et 6e étapes - 2014 - Grand Prix de Oriente - Tour du Salvador : - Classement général - 4e étape - Mount Evans Hill Climb - Tour of the Gila - 3e du Grand Prix GSB - 3e du Grand Prix du Salvador - 4e du Tour d'Italie - 2015 - Redlands Bicycle Classic : - Classement général - 3e étape - Mount Evans Hill Climb - Tour of the Gila : - Classement général - 1re et 5e étapes - 9e étape du Tour d'Italie - 2e du Tour d'Italie - 2016 - 2e étape du Redlands Bicycle Classic - Tour of the Gila : - Classement général - 1re et 5e étapes - 5e étape du Tour d'Italie - 2e de la Redlands Bicycle Classic - 4e de la course en ligne des jeux olympiques - 5e du Tour d'Italie |

## Grands tours

### Tour d'Italie
7 participations :
- 2009 : 2e, vainqueur de la 3e étape.  Vainqueur du classement de la meilleure grimpeuse[42].
- 2010 :  Vainqueure du classement général, vainqueur des 8e et 9e étapes,  maillot rose pendant 3 jours.
- 2011 : 10e.
- 2013 :  Vainqueure du classement général, vainqueur des 5e et 6e étapes et  Vainqueur du classement de la meilleure grimpeuse,  maillot rose pendant 4 jours.
- 2014 : 4e.
- 2015 : 2e, vainqueur de la 9e étape.
- 2016 : 5e , vainqueur de la 5ème étape,  maillot rose pendant 1 jour.

## Classement UCI
| Année                                 | 2006 | 2007 | 2008 | 2009 | 2010 | 2011 | 2012 | 2013 | 2014 | 2015 | 2016 |
| ------------------------------------- | ---- | ---- | ---- | ---- | ---- | ---- | ---- | ---- | ---- | ---- | ---- |
| Classement UCI                        | 195e | 42e  | 47e  | 29e  | 16e  | 218e | nc   | 50e  | 21e  | 53e  | 35e  |
| UCI World Tour                        |      |      |      |      |      |      |      |      |      |      | 36e  |
|                                       |      |      |      |      |      |      |      |      |      |      |      |
| Légende : nc = non classéSource : UCI |      |      |      |      |      |      |      |      |      |      |      |

## Distinctions
- Coureuse de l'année par la fédération américaine[43]